# Trachischium laeve
Trachischium laeve är en ormart som beskrevs av Peracca 1904. Trachischium laeve ingår i släktet Trachischium och familjen snokar. Inga underarter finns listade i Catalogue of Life.
Arten förekommer i Nepal, Bhutan samt i norra Indien (regioner i Himalaya). Honor lägger ägg.